# 小林成豪
小林 成豪（こばやし せいごう、1994年1月8日 - ）は、兵庫県神戸市出身のプロサッカー選手。Jリーグ・レノファ山口FC所属。ポジションはミッドフィールダー。マネジメント会社はジャパン・スポーツ・プロモーション（JSP）。
サッカー選手の小林里歌子は妹に当たる。

## 来歴
ヴィッセル神戸のアカデミーの出身で、高校卒業後に関西学院大学に入学。大学ではサッカー部に所属し、井筒陸也や呉屋大翔が同期に当たる。大学4年次にはヴィッセル神戸の特別指定選手として承認された。
2016年、ヴィッセル神戸に入団。指揮官のネルシーニョのサッカーにいち早く対応し開幕戦から出場機会を得ると、5月18日のナビスコ杯予選・ヴァンフォーレ甲府戦でプロ初得点をマーク。29日の1stステージ第14節・大宮アルディージャ戦ではコーナーキックの場面で藤田直之のクロスを頭で流し込み J1初得点をマークした。2ndステージ第10節以降は出場機会は無かったものの、同年はリーグ戦20試合に出場した。
2017年は第5節から第8節まで4試合連続で先発出場を果たしたが、第9節以降は先発出場は1試合に留まり試合数、出場時間数ともに前年より減少した。
「もっと試合に出て、もっと成長したい」との思いから、2018年よりモンテディオ山形に期限付き移籍で加入。プロ入り後初めてコンスタントに試合出場機会を得ると、ゴール前でのリアクションの鋭さを発揮。第3節・ロアッソ熊本戦では2得点でシーズン初勝利に貢献し、第20節・徳島ヴォルティス戦では「自分でもびっくりした」というオーバーヘッド気味のジャンピングボレーで得点を奪うなど キャリアハイの12得点をマークした。
2019年、大分トリニータに完全移籍で加入。
2023年、レノファ山口FCへ完全移籍。

## 所属クラブ
- 若草少年サッカークラブ (神戸市立小束山小学校)[1]
- ヴィッセル神戸ジュニアユース (神戸市立多聞東中学校)[1]
- 2009年 - 2011年 ヴィッセル神戸U-18 (神戸学院大学附属高等学校)[1]
- 2012年 - 2015年 関西学院大学[1]
  - 2015年 ヴィッセル神戸 (特別指定選手)
- 2016年 - 2018年 ヴィッセル神戸
  - 2018年 モンテディオ山形（期限付き移籍）
- 2019年 - 2022年 大分トリニータ
- 2023年 - レノファ山口FC

## 個人成績
| 国内大会個人成績 | 国内大会個人成績 | 国内大会個人成績 | 国内大会個人成績 | 国内大会個人成績 | 国内大会個人成績 | 国内大会個人成績 | 国内大会個人成績 | 国内大会個人成績 | 国内大会個人成績 | 国内大会個人成績 | 国内大会個人成績 |
| 年度             | クラブ           | 背番号           | リーグ           | リーグ戦         | リーグ戦         | リーグ杯         | リーグ杯         | オープン杯       | オープン杯       | 期間通算         | 期間通算         |
| 年度             | クラブ           | 背番号           | リーグ           | 出場             | 得点             | 出場             | 得点             | 出場             | 得点             | 出場             | 得点             |
| 日本             | 日本             | 日本             | 日本             | リーグ戦         | リーグ戦         | リーグ杯         | リーグ杯         | 天皇杯           | 天皇杯           | 期間通算         | 期間通算         |
| ---------------- | ---------------- | ---------------- | ---------------- | ---------------- | ---------------- | ---------------- | ---------------- | ---------------- | ---------------- | ---------------- | ---------------- |
| 2012             | 関学大           | 26               | -                | -                | -                | -                | -                | 1                | 0                | 1                | 0                |
| 2013             | 関学大           | 18               | -                | -                | -                | -                | -                | 1                | 1                | 1                | 1                |
| 2014             | 関学大           | 17               | -                | -                | -                | -                | -                | 2                | 0                | 2                | 0                |
| 2015             | 関学大           | 8                | -                | -                | -                | -                | -                | 1                | 0                | 1                | 0                |
| 2016             | 神戸             | 15               | J1               | 20               | 1                | 5                | 1                | 0                | 0                | 25               | 2                |
| 2017             | 神戸             | 15               | J1               | 13               | 1                | 4                | 2                | 1                | 0                | 18               | 3                |
| 2018             | 山形             | 16               | J2               | 34               | 12               | -                | -                | 3                | 1                | 37               | 13               |
| 2019             | 大分             | 25               | J1               | 7                | 2                | 4                | 0                | 2                | 0                | 13               | 2                |
| 2020             | 大分             | 25               | J1               | 2                | 0                | 1                | 0                | -                | -                | 3                | 0                |
| 2021             | 大分             | 25               | J1               | 25               | 1                | 2                | 0                | 3                | 1                | 30               | 2                |
| 2022             | 大分             | 25               | J2               | 12               | 3                | 1                | 0                | 0                | 0                | 13               | 3                |
| 2023             | 山口             | 28               | J2               | 20               | 0                | -                | -                | 1                | 0                | 21               | 0                |
| 2024             | 山口             | 28               | J2               | 18               | 3                | 0                | 0                | 0                | 0                | 18               | 3                |
| 2025             | 山口             | 28               | J2               |                  |                  |                  |                  |                  |                  |                  |                  |
| 通算             | 日本             | 日本             | J1               | 67               | 5                | 16               | 3                | 6                | 1                | 89               | 9                |
| 通算             | 日本             | 日本             | J2               | 84               | 18               | 1                | 0                | 4                | 1                | 89               | 19               |
| 通算             | 日本             | 日本             | 他               | -                | -                | -                | -                | 5                | 1                | 5                | 1                |
| 総通算           | 総通算           | 総通算           | 総通算           | 151              | 23               | 17               | 3                | 15               | 3                | 183              | 29               |

- 2015年 特別指定選手としての出場は無し（背番号15）。
- Jリーグ初出場 - 2015年2月27日 1st第1節 ヴァンフォーレ甲府戦（ノエビアスタジアム神戸）
- Jリーグ初得点 - 2015年5月29日 1st第14節 大宮アルディージャ戦（NACK5スタジアム大宮）

## タイトル

### クラブ
ヴィッセル神戸U-18
- サニックス杯国際ユースサッカー大会：1回（2011年）
- プリンスリーグ関西：2回（2009年、2011年）

関西学院大学
- 関西学生サッカーリーグ：1回（2015年）
- 総理大臣杯全日本大学サッカートーナメント：1回（2015年）
- 全日本大学サッカー選手権大会：1回（2015年）
- 兵庫県サッカー選手権大会：4回（2012年 - 2015年）

## 代表・選抜歴
- 兵庫県国体選抜[1]
  - 第64回国民体育大会（2009年）
  - 第64回国民体育大会（2010年）
- U-19日本代表候補（2013年）
- 全日本大学選抜
  - デンソーカップサッカー（2015年）
- 全日本大学選抜[1]
  - 2015年夏季ユニバーシアード代表[1]